# Brachycephalus hermogenesi
Brachycephalus hermogenesi är en groddjursart som först beskrevs av Ariovaldo Antonio Giaretta och Ricardo J. Sawaya 1998.  Brachycephalus hermogenesi ingår i släktet Brachycephalus och familjen Brachycephalidae. IUCN kategoriserar arten globalt som livskraftig. Inga underarter finns listade.